# Wyszonki Kościelne

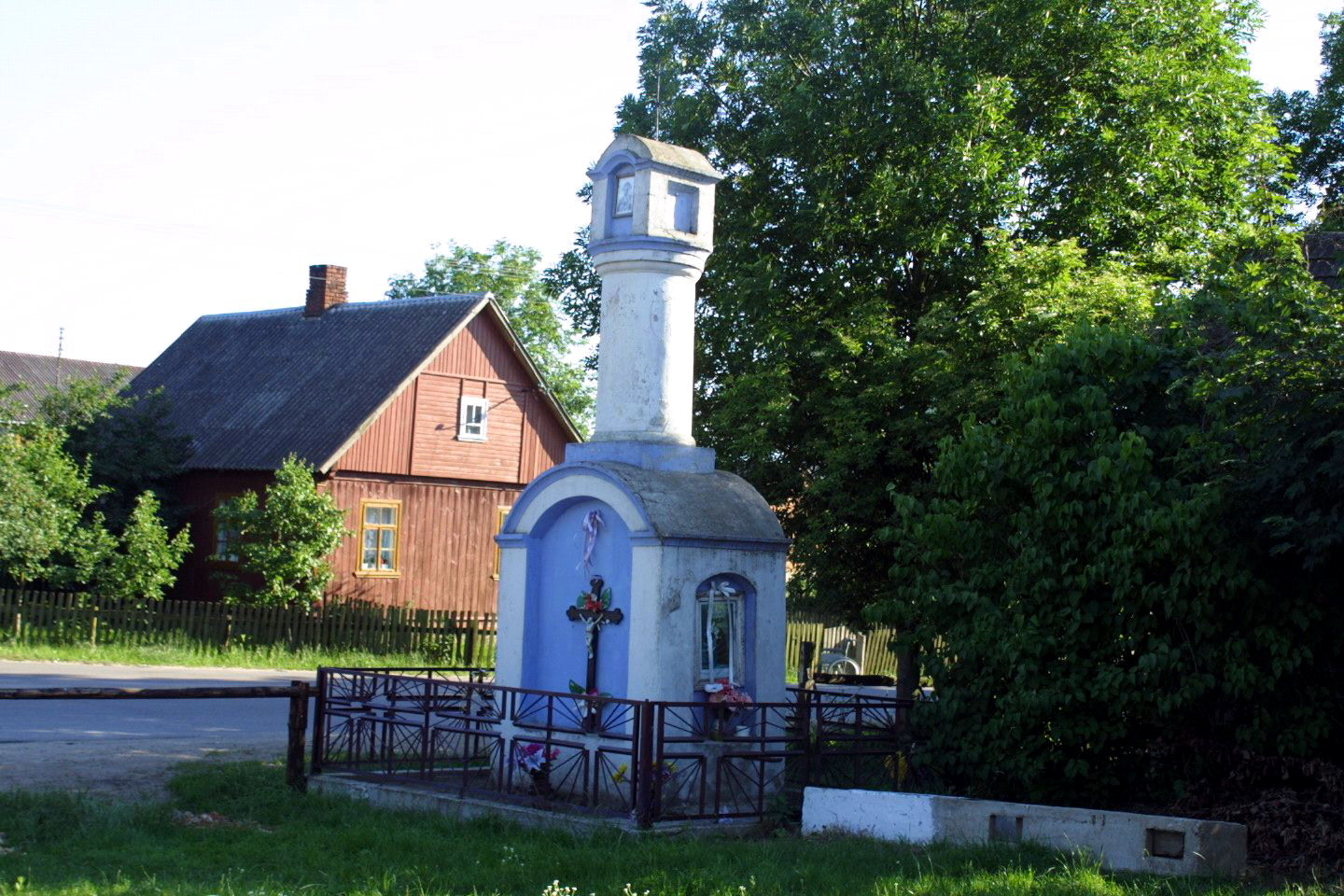
Kapliczka św. Rocha

Wyszonki Kościelne – wieś (dawniej miasto) w Polsce położona w województwie podlaskim, w powiecie wysokomazowieckim, w gminie Klukowo, nad rzeką Nurzec.
Wyszonki uzyskały lokację miejską około  1790 roku, zdegradowane przed 1825 rokiem. Zaścianek szlachecki Kościelne należący do okolicy zaściankowej Wyszonki położony był w drugiej połowie XVII wieku w powiecie brańskim ziemi bielskiej województwa podlaskiego. W latach 1975–1998 miejscowość administracyjnie należała do województwa łomżyńskiego.

## Historia wsi
Na początku XIII w. Wyszonki Kościelne wzmiankowane w aktach Konrada wśród wsi kasztelanii święckiej pod nazwą Visuki. Ponownie zasiedlone zapewne na początku XV w. przez ród Jałbrzyków herbu Grabie z Drążewa koło Ciechanowa. Jałbrzyk Wyszyńscy byli głównymi dziedzicami przez wiele lat. W roku 1444 wymieniane w aktach ziemi bielskiej. Główna wieś okolicy szlacheckiej, zamieszkiwanej przez Wyszyńskich herbu Grabie, Pierzchała i innych.
W roku 1580 w Wyszonkach działał młyn, posiadający trzy koła młyńskie.
W 1827 wieś liczyła 20 domów i 168 mieszkańców. Pod koniec XIX w. w miejscowości znajdowały się: szkoła początkowa, przytułek dla ubogich i dwa wiatraki.
W 1891 wieś zamieszkiwana zarówno przez drobną szlachtę (6 gospodarstw) jak i chłopów (15 gospodarstw).
Wyszonki Kościelne w roku 1921 liczyły 38 domów i 278 mieszkańców, w tym 177 Żydów (66 %), którzy podali narodowość polską.
W roku 1926 została założona Ochotnicza Straż Pożarna, która funkcjonuje do dziś biorąc aktywny udział w życiu społecznym i kulturalnym miejscowości.

16 października 1937 do wsi,  w większości zamieszkanej przez Żydów, przyjechało 100 narodowców, walczących o jednolitą narodowościowo wielką Polskę, którzy mieli jedno zadanie: zaatakować, pobić i przegnać tylu Żydów, ilu zdołają. W obronie zaatakowanych stanęła polska Policja, która rozgoniła  faszystowską bojówkę przy użyciu broni. Podczas obrony jeden z narodowców – Antoni Czajkowski (1902–1935)  pochodzący ze wsi Kostry-Noski zginął. Na miejscowym cmentarzu znajduje się jego grób z inskrypcją – wierszykiem: W parafii Wyszonki, ze wsi Kostry Noski, padł za nową Polskę kolega Czajkowski. Poszedł z kolegami, wygnać Żydów z wioski, wówczas zastrzelił go policjant polski oraz informacją, że poległ w walce o wielką Polskę narodową. Cześć bojownikowi.
W okresie międzywojennym we wsi istniały:
- herbaciarnia J. Skowery
- Spółdzielnia Stowarzyszenia Spożywców
- piekarnia M. Kawiora
- trzy sklepy spożywcze: W. Braśnika, Sz. Sztejberga i A. Wyszyńskiej
- zakład ślusarski, prowadzony przez M. Tabakę
- wiatraki: A. Kozioła i J. Wyszyńskiego[11]

W latach 1954–1972 miejscowość wchodziła w skład Gromady Wyszonki Kościelne.

## Historia kościoła
Pierwotna parafia pw. Nawiedzenia Najświętszej Panny Marii i św. Leonarda została ufundowana w roku 1464 przez dziedziców wsi Pawła, Stefana i Wielisława Wyszyńskich. Kolejny kościół w 1657 r. zdewastowany, a następnie odbudowany. Spłonął w 1674. Następny, drewniany kościół zbudowano w latach 1714–1716. Rozebrany został po wzniesieniu w latach 1899–1904 kościoła murowanego, neogotyckiego, według projektu Franciszka Przecławskiego. Wieże zostały wysadzone w powietrze w 1944 r. przez Niemców w celu uniemożliwienia Rosjanom obserwacji położenia wycofujących się sił niemieckich. Wieże odbudowano w 1950. U podstawy prawej wieży pozostawiono widoczne trzy pociski artyleryjskie upamiętniające zburzenie wież przez Niemców w 1944 r.
Obecnie kościół jest siedzibą parafii Narodzenia NMP. W strukturze Kościoła rzymskokatolickiego parafia należy do metropolii białostockiej, diecezji łomżyńskiej, dekanatu Szepietowo. W pobliżu kościoła znajduje się cmentarz parafialny. Obecnie istnieje możliwość skorzystania z wyszukiwarki osób zmarłych, pochowanych na cmentarzu.

## Historia szkolnictwa
W roku 1822 wzmiankowano, że we wsi jest nauczyciel, jednak brakowało budynku szkolnego. W 1868 roku zanotowano jednoklasową szkołę powszechną, która funkcjonowała do roku 1914. Językiem wykładowym był język rosyjski. Rok szkolny trwał od początków sierpnia do połowy czerwca. Jednak efektywna nauka trwała około czterech miesięcy, gdyż chłopi nie mogą się obejść bez pomocy dzieci przy niektórych robotach polnych, zwłaszcza przy pasieniu bydła i gęsi. Do ukończenia robót jesienią i po wznowieniu robót wiosną w większości szkół nie było dzieci.
W 1922 roku zorganizowano dwuklasową szkołę powszechną, w której uczyło się początkowo 126 uczniów. W roku 1923 była to szkoła trzyklasowa, natomiast w 1930 – czteroklasowa. W tym czasie liczba uczniów przekroczyła 200. Nauczycielami byli: Franciszek Kempowicz, Grzegorz Hołówka i Andrzej Wiśniewski.

## Obiekty zabytkowe
- Kościół parafialny pw. Narodzenia Najświętszej Marii Panny 1899–1904
- kapliczka cmentarna zbudowana w roku 1883
- kapliczki przydrożne z drugiej ćwierci XIX w.:
  - św. Jana, murowana z cegły
  - św. Rocha, dwukondygnacyjna ze sklepionymi wnękami[12]
- Mogiła indywidualna żołnierza WP Henryka Bałazy poległego 10.IX.1939 r[19].